# Базилина
Базилина (на латински: Basilina; † 332/333 г.) е майка на римския император Юлиан, който управлява сам между 361 и 363 г.

## Биография
Базилина е дъщеря на Цейоний Юлиан Камений, наричан Юлий Юлиан, който е суфектконсул през 325 г. Сестра е на Юлиан, който става управител на Фригия при Констанций II, и на майката на узурпатора Прокопий. Далечна роднина е и на Евсевий, епископ на Никомидия.
Базилина получава образование при изтъкнатия готски учител, евнуха Мардоний, който по-късно е учител и на нейния син Юлиан.
Малко след освещаването на новата столица Константинопол през 330 г. Базилина се омъжва там за Юлий Констанций, който е полубрат на император Константин. Тя е негова втора съпруга. През 331 г. Базилина ражда единствения си син Юлиан, но умира след няколко месеца, през 332/333 г.
По-късно Юлиан нарича в нейна чест един град във Витиния с името Базилинополис (дн. Пазаркьой, близо до Гемлик в Турция).
Първоначално последователка на арианството, по-късно Базилина става православна и завещава имоти на църквата в Ефес.